# エルンスト・ギュンター (シュレースヴィヒ＝ホルシュタイン＝ゾンダーブルク＝アウグステンブルク公)
エルンスト・ギュンター（ドイツ語：Ernst Günther, 1609年10月14日 - 1689年1月18日）は、シュレースヴィヒ＝ホルシュタイン＝ゾンダーブルク＝アウグステンブルク公（在位：1627年 - 1689年）。

## 生涯
エルンスト・ギュンターはシュレースヴィヒ＝ホルシュタイン＝ゾンダーブルク公アレクサンダーとドロテア・フォン・シュヴァルツブルク＝ゾンダースハウゼンの三男として生まれた。父方の祖父ハンスはデンマーク＝ノルウェー王クリスチャン3世の三男であった。
祖父ハンスが1622年に死去した後、ゾンダーブルクが再び公国の本拠地となったが、ハンスの息子たちの間で領地を分割したため、ゾンダーブルク公領はヨハンが支配していた領地の5分の1しかなかった。アウグステンブルクの城は、エルンスト・ギュンターにより1660年（再建は1770年から1776年）に建設され、妃のアウグステにちなんで名付けられた。1667年に公国は破産し、ゾンダーブルクは再び王室の領地となった。アウグステンブルク宮殿がアウグステンブルク公爵家の本拠地となり、同家の成員はゾンダーブルク領の破産後は名ばかりの公爵であった。
1675年6月12日、エルンスト・ギュンターはデンマーク王よりエレファント勲章を授けられた。

## 子女
1651年6月15日にコペンハーゲンにおいて、シュレースヴィヒ＝ホルシュタイン＝ゾンダーブルク＝グリュックスブルク公フィリップの娘アウグステと結婚した。この結婚で10子が生まれた。
- フリードリヒ（1652年 - 1692年） - シュレースヴィヒ＝ホルシュタイン＝ゾンダーブルク＝アウグステンブルク公
- ゾフィー・アマーリエ（1654年 - 1655年）
- フィリップ・エルンスト（1655年 - 1677年）
- ゾフィー・アウグステ（1657年）
- ルイーゼ・シャルロッテ（1658年 - 1740年） - 1685年にシュレースヴィヒ＝ホルシュタイン＝ゾンダーブルク＝ベック公フリードリヒ・ルートヴィヒと結婚
- エルネスティーネ・ユスティーネ（1659年 - 1662年）
- エルンスト・アウグスト（1660年 - 1731年） - シュレースヴィヒ＝ホルシュタイン＝ゾンダーブルク＝アウグステンブルク公。1695年にマリー・テレーゼ・フォン・フェルブリュック（1712年没）と結婚[1]。1674年にケルンにおいてカトリックに改宗[2]。
- ドロテア・ルイーゼ（1663年 - 1721年）
- 死産（1665年）
- フリードリヒ・ヴィルヘルム（1668年 - 1714年） - 1684年にゾフィー・アマーリエ・フォン・アーレフェルト・ツー・ランゲラント（1675年 - 1741年）と結婚